# Flávio Saretta
Flávio Saretta Filho (Americana, 28 de junho de 1980) é um ex-tenista brasileiro. É considerado por diversos analistas esportivos, críticos de tênis e antigos tenistas como um dos dez maiores tenistas brasileiros da Era Aberta. Atualmente é comentarista de tênis do canal BandSports.
Profissionalizou-se em 1998 e atingiu seu melhor ranking da ATP de simples em 15 de setembro de 2003, quando foi n° 44 do mundo. Foi campeão do Aberto da Croácia nas duplas, sendo esse seu único título em nível ATP. Conquistou ainda sete taças da série Challenger e a medalha de ouro para o Brasil nos Jogos Pan-Americanos do Rio de Janeiro em 2007. Teve como boas campanhas as oitavas de final em Roland Garros (2003) e a 3ª rodada em dois Grand Slams: Wimbledon e US Open. Anunciou sua aposentadoria em 26 de maio de 2009.

## Trajetória
Flávio Saretta atuou profissionalmente desde 1998. É destro. Sua melhor posição no Ranking de Entradas da Associação de Tenistas Profissionais (ATP)  foi o 44º lugar, em 2003. Ele foi campeão dos Jogos Panamericanos, no Rio de Janeiro, em 2007.
Foi considerado um dos juvenis mais promissores de sua geração e não tardou a participar da equipe brasileira que disputou a Copa Davis em (1998, 1999, 2000 e 2001).
Sua estreia entre os titulares aconteceu em 2002, na República Checa, quando venceu Jan Vacek, se tornando o 52º brasileiro a disputar um jogo oficial da Copa Davis.
O título mais importante de sua carreira ocorreu em Santa Croce sull'Arno, na Itália, ainda como juvenil. 
Saretta, chegou a figurar na 9a posição do ranking mundial da Federação Internacional, aos dezessete anos, mas acabou a temporada  de 1998 com o 12º lugar e líder do ranking brasileiro.
Para muitos, 2000 foi o seu melhor ano. Em março passou para a chave principal de Delray Beach e disputou seu primeiro torneio da ATP, conquistando uma vitória na chave principal. Ele venceu o chileno Marcelo Rios, ex-número 1 do mundo, em Munique, na Alemanha.
Uma série de torneios aconteceram e novas vitórias vieram como o vice-campeonato em Belo Horizonte, além de ter sido semi-finalista em Salvador e Campos do Jordão.
Em setembro, conseguiu duas façanhas seguidas: faturou o Torneio de Curitiba e eliminou Gustavo Kuerten dois dias depois, na Costa do Sauípe na disputa do Brasil Open. Um aspecto negativo dessa partida foi as vaias da torcida pela vitória sobre Guga, que magoaram demais Saretta. Já no final da temporada, foi até as quartas em Montevidéu, à semi-final em Buenos Aires e foi ainda quadrifinalista no Rio de Janeiro, o que o colocou no grupo dos 100 melhores jogadores do mundo.
Pensava alto em 2002. Como estava em 98º lugar no ranking, entrou num calendário voltado para torneio maiores. Disputou seu primeiro Grand Slam na Austrália, sendo convocado para o time da Copa Davis e fez um belíssimo duelo diante do equatoriano Nicolas Lapentti, em Viña del Mar, onde deixou escapar a vaga para a semifinal ao perder dois match points ao final da partida.
Em março, conquistou o 94º lugar, ao chegar às semifinais do ATP mexicano. Em abril, conquistou seu primeiro título internacional, no Torneio das Bermudas, e apareceu como 79º do mundo. Em maio, disputou a primeira semifinal da ATP em St. Poelten e venceu seu primeiro jogo de Grand Slam.
A vitória mais espetacular da temporada foi em Wimbledon, ao vencer o sueco Thomas Johansson, 11º do mundo na ocasião. Essa vitória o levou à sua melhor posição no ranking, o 67º lugar em julho.
A temporada de 2002 terminou com altos e baixos. Em Long Island, surpreendeu o alemão Rainer Schuttler e foi às quartas-de-final. Depois, estreou no US Open, mas colecionou derrotas na primeira rodada em Nova York e em Sauípe muitos duvidavam da sua capacidade de voltar à vencer. Foi convocado novamente para a Davis, teve sucessivas lesões e só retornou às quadras meses depois. Em São Paulo, caiu na estreia. Fechou o ranking no 85º lugar.
Em 2003, Saretta chegou ao 44º posto do ranking mundial após realizar boas campanhas nos eventos do Grand Slam, ao avançar à 3ª rodada de Wimbledon e do US Open e, principalmente, ao chegar às oitavas-de-final do torneio de Roland Garros. Em Paris, ele venceu o russo Yevgeny Kafelnikov, ex-número um do mundo e 18º colocado na oportunidade, por três sets a dois (6-4 3-6 6-0 6-7 6-4), em partida válida pela segunda rodada, sendo eliminado nas oitavas pelo norte-americano André Agassi, cabeça-de-chave número 2 da competição, em três sets (2-6 1-6 5-7). Em 2004, Saretta ganhou o seu único título em nível ATP da carreira, nas duplas, ao lado do argentino José Acasuso, no Aberto da Croácia. No torneio olímpico de Atenas, formando dupla com André Sá, derrotou na primeira rodada a dupla espanhola Rafael Nadal/Carlos Moya, por 7-6(6) 6-1, sendo contudo eliminado logo em seguida nas oitavas-de-final.
No início de 2006, Saretta se tornou tricampeão do tradicional Aberto de São Paulo, um torneio Challenger realizado no Parque Villa-Lobos. Também teve vitórias marcantes em torneios ATP contra Juan Carlos Ferrero, ex-nº1 do mundo, no Brasil Open; e contra Marat Safin, também ex-nº 1 do mundo, no Masters de Hamburgo.
Em 2007, ele ganhou a medalha de ouro para o Brasil na chave de simples dos Jogos Panamericanos, no Rio de Janeiro, ao derrotar o chileno Adrián Garcia por dois sets a um (6-3 4-6 7-6).
Entre o fim de 2007 e início de 2008, o tenista sofreu com novas contusões e ficou afastado das quadras por nove meses. Em setembro de 2008, Flávio Saretta, ao lado de Rogério Dutra Silva, conquistou o vice-campeonato de duplas do Challenger de Sevilha ao ser superado pelos espanhóis David Marrero e Pablo Santos, por 2/6, 6/2 e 10-8.
No Brasil, o último jogo que Saretta realizou como profissional aconteceu no Brasil Open, realizado na Costa do Sauípe, em fevereiro de 2009, onde foi eliminado na estreia pelo espanhol Marcel Granollers, por dois sets a um (2-6 6-2 1-6). No mês seguinte, ele participou de seu último campeonato como profissional, em Santiago do Chile. Na oportunidade, ele venceu três jogos na chave qualificatória para entrar na chave principal, onde parou na segunda rodada deste evento da International Series, sendo vencido pelo compatriota Franco Ferreiro em sets diretos (3-6 4-6).
Em 2014, no Brasil Open, Saretta recebeu um convite da organização para participar do qualifying, mas foi eliminado logo na estreia para o austríaco Philipp Oswald, pelo placar de 2-6, 2-6. Em seguida, ele também participou dos challengers de São Paulo e Santos, mas acabou parando na primeira rodada da chave principal de simples, sendo vencido pelo argentino Diego Sebastián Schwartzman e pelo holandês Thiemo de Bakker, respectivamente. Saretta jogou na chave de duplas em ambos os torneios. Ao lado do gaúcho André Ghem, em São Paulo, ele foi eliminado na estreia para os argentinos Martín Alund e Guillermo Durán, por 6-2 6-7 7-10. Já em Santos, Saretta e Ghem foram beneficiados por WO, com a ausência de Martín Alund e Patrício Heras, ambos da Argentina, para avançar às quartas de final, onde foram vencidos pela parceria cabeça de chave número 1, formada pelos brasileiros André Sá e João Olavo Souza, o "Feijão", por 4-6 e 1-6.

## Vida pessoal
Flavio Saretta foi casado com a jornalista Gabriela Pasqualin, com quem teve um filho, Felipe. Atualmente é casado com a atriz Suzana Alves, com quem tem um filho Benjamin. Desde 2013, Saretta é comentarista de tênis no canal de TV por assinatura BandSports.

## Ranking
- Melhor Ranking de Simples: 44° (15 de setembro de 2003)
- Melhor Ranking de Duplas: 78° (26 de julho de 2004)

## Títulos

### Duplas: 1 (1-0)
| Legenda                     |
| Grand Slam (0-0)            |
| ATP World Tour Finals (0-0) |
| ATP Masters 1000 (0-0)      |
| ATP 500 (0-0)               |
| ATP 250 (1-0)               |

| Títulos por Superfície |
| Dura (0-0)             |
| Grama (0-0)            |
| Saibro (1-0)           |
| Carpete (0-0)          |

| Resultado | No. | Data                | Torneio               | Superfície | Parceiro     | Adversários na final          | Placar        |
| Vencedor  | 1.  | 19 de Julho de 2004 | ATP de Umago, Croácia | Saibro     | José Acasuso | Jaroslav Levinsky David Skoch | 4-6, 6-2, 6-4 |

### Simples: 13 (7-6)
| Legenda               |
| --------------------- |
| ATP Challengers (7–6) |

| Títulos por Superfície |
| Dura (4-1)             |
| Grama (0-0)            |
| Saibro (3-5)           |
| Carpete (0-0)          |

| Resultado | No. | Data                   | Torneio                  | Superfície | Adversário        | Placar                  |
| --------- | --- | ---------------------- | ------------------------ | ---------- | ----------------- | ----------------------- |
| Vencedor  | 1.  | 1 de janeiro de 2001   | São Paulo, Brasil        | Dura       | Guillermo Coria   | 7-6(9-7), 6-2           |
| Finalista | 1.  | 30 de julho de 2001    | Belo Horizonte, Brasil   | Dura       | Eric Taino        | 7-5, 1-6, 2-6           |
| Vencedor  | 2.  | 4 de setembro de 2001  | Curitiba, Brasil         | Saibro     | Luis Horna        | 7-6(7-3), 6-1           |
| Vencedor  | 3.  | 15 de abril de 2002    | Bermudas, Bermudas       | Saibro     | Vince Spadea      | 6-3, 7-5                |
| Vencedor  | 4.  | 30 de dezembro de 2002 | São Paulo, Brasil        | Dura       | Andres Dellatorre | 7-6(7-5), 6-3           |
| Vencedor  | 5.  | 14 de abril de 2003    | Bermudas, Bermudas       | Saibro     | Nicolás Massú     | 6-1, 6-4                |
| Finalista | 2.  | 4 de abril de 2005     | Cidade do México, México | Saibro     | Florent Serra     | 1-6, 4-6                |
| Finalista | 3.  | 6 de junho de 2005     | Lugano, Suíça            | Saibro     | Albert Montañés   | 5-7, 7-6(7-4), 6-7(5-7) |
| Vencedor  | 6.  | 8 de agosto de 2005    | Gramado, Brasil          | Dura       | Jacob Adaktusson  | 6-1, 6-3                |
| Finalista | 4.  | 7 de novembro de 2005  | Guayaquil, Equador       | Saibro     | Marcos Daniel     | 2-6, 6-1, 0-6           |
| Vencedor  | 7.  | 2 de janeiro de 2006   | São Paulo, Brasil        | Dura       | Thiago Alves      | 7-6(7-2), 6-3           |
| Finalista | 5.  | 13 de novembro de 2006 | Assunção, Paraguai       | Saibro     | Guillermo Cañas   | 4-6, 1-6                |
| Finalista | 6.  | 12 de março de 2007    | Bogotá, Colômbia         | Saibro     | Santiago Giraldo  | 6-7(4-7), 2-6           |

## Estatísticas da Carreira (ATP)
| Torneio                | 2014 | 2009  | 2008   | 2007   | 2006    | 2005    | 2004    | 2003    | 2002    | 2001   | 2000  | 1999  | 1998  | Total     |
| ---------------------- | ---- | ----- | ------ | ------ | ------- | ------- | ------- | ------- | ------- | ------ | ----- | ----- | ----- | --------- |
| Títulos-Finais         | 0-0  | 0-0   | 0-0    | 0-0    | 0-0     | 0-0     | 0-0     | 0-0     | 0-0     | 0-0    | 0-0   | 0-0   | 0-0   | 0-0       |
| Vitórias-Derrotas      | 0-0  | 0-1   | 0-0    | 7-2    | 8-12    | 4-6     | 15-19   | 25-21   | 13-16   | 5-3    | 0-0   | 0-0   | 0-0   | 77-80     |
| Ranking (final do ano) | NC   | 969   | 551    | 188    | 118     | 109     | 111     | 45      | 92      | 98     | 346   | 362   | 575   | N/D       |
| Premiação (em dólares) | 830  | 6.540 | 11.438 | 56.510 | 144.320 | 103.466 | 201.785 | 318.152 | 164.694 | 64.361 | 9.692 | 6.640 | 5.057 | 1.239.134 |